# Wrzask (film)
Wrzask (ang. The Shout) – brytyjski horror z 1978 roku w reżyserii Jerzego Skolimowskiego, oparty na opowiadaniu Roberta Gravesa.

## Obsada
- John Hurt – Anthony Fielding
- Alan Bates – Crossley
- Susannah York – Rachel Fielding
- Robert Stephens – Lekarz
- Tim Curry – Robert Graves
- Julian Hough – Wikary
- Carol Drinkwater – Żona wikarego
- John Rees – Inspektor

## Fabuła
Robert Graves przyjeżdża do zakładu dla chorych psychicznie na mecz krykieta. Jeden z pensjonariuszy Charlie Crossley zaczyna opowiadać mu swoją historię o spotkaniu z małżeństwem Fieldingów. Charlie wprasza się do Roberta na obiad, wkrótce rano próbuje uwieść jego żonę i opowiada o swojej nadprzyrodzonej mocy, jaką jest krzyk, który potrafi zabić.

## Nagrody
Film startował w konkursie głównym na 31. MFF w Cannes, gdzie zdobył drugą nagrodę Grand Prix Jury.